# Státní barvy České republiky

Státní barvy České republiky

Státní barvy jsou jeden ze státních symbolů České republiky. Jsou to bílá, červená a modrá v uvedeném pořadí. Nazývají se trikolóra a podle neoficiální interpretace symbolizuje bílá barva čistotu, červená krev prolitou vlastenci za svobodu vlasti a modrá bezmračnou oblohu. Trikolóra zachovává oficiální pořadí státních barev, bílý pruh má vždy nahoře nebo vlevo z pohledu pozorovatele. Vymezení odstínů státních barev není zákonem upraveno.

## Historie
Tradičními barvami českého soustátí jsou bílá a červená, jenže tyto barvy po vyhlášení nezávislosti Československa roku 1918 používalo i sousedící Polsko, Československý stát navíc potřeboval barvy, které by reprezentovaly i Slováky ve společném státě. Bylo tedy nutné připojit třetí barvu – modrou. Modrá barva spolu s tradiční dvojicí vytvářela tzv. slovanskou, respektive ruskou trikolóru. Na rozdíl od ruské trikolory má však ta česká modrou barvu vespod, ne uprostřed. Rovněž vlajky tehdejších spojenců Spojených států, Francie a Spojeného království obsahují tyto barvy. Zvýšení počtu státních barev na tři se odrazilo také na podobě státní vlajky.  

Státní vlajka Protektorátu Čechy a Morava 1939 – 1945

Během německé okupace Českých zemí v dobách Protektorátu Čechy a Morava v letech 1939 – 1945 byla, po přijetí zákona číslo 222/1939 Sb. O státních symbolech, novou vlajkou právě česká trikolóra se třemi horizontálními pruhy – bílým, červeným a modrým. Po osvobození se Československá republika vrátila opět k bílo-červené vlajce s modrým klínem.  
Se socialistickou ústavou z roku 1960 státní barvy jako symbol státu zmizely, ovšem ve vyhrocených situacích z let 1968–1969 a za Sametové revoluce v roce 1989 používali občané k vyjádření nesouhlasu se stávajícími poměry českou trikolóru.
Po vzniku samostatné ČR se české státní barvy opět staly státním symbolem.

## Používání barev
České státní barvy se užívají v podobě trikolóry k obecnému označení státního majetku či k dekoračním účelům při slavnostních příležitostech. Dále pak na stuhách k medailím a smutečním věncům a na různých linkách a šňůrkách. Při oslavách státních svátků a jiných významných událostí si je lidé připínají na oděv.

## Zákonné ošetření
O způsobu užívání státních barev zákon nic nestanoví a pokud by tedy nebyly v praxi používány praeter legem, jejich zakotvení v právním řádu České republiky by bylo jen obsoletní ustanovení. Státní barvy, podobně jako například národní strom, jímž je v případě České republiky lípa, by podle některých ani neměly být předmětem právní regulace. Ovšem podle profesora Jana Filipa slouží např. k označení státního majetku, k výzdobě při významných státních událostech a jsou východiskem pro konstrukci státní vlajky i vlajky prezidenta republiky. To pak má být dle něj důvodem, proč jsou v Ústavě (čl. 14 odst. 1) uvedeny před nimi.
Vymezení odstínů státních barev není zákonem upraveno. Při stanovení odstínů státních barev se vychází z barevné přílohy (přílohy č. 1–4) zákona číslo 3/1993 Sb. o státních symbolech České republiky.